# Ancana stenopetala
Ancana stenopetala F.Muell. – gatunek rośliny z rodziny flaszowcowatych (Annonaceae Juss.). Występuje endemicznie we wschodniej części Australii – w stanach Queensland oraz Nowa Południowa Walia.

## Morfologia
PokrójZimozielone małe drzewo lub krzew.
LiścieMają podłużnie lancetowaty kształt. Mierzą 7–10 cm długości oraz 1,5–3 cm szerokości. Blaszka liściowa jest całobrzega. Ogonek liściowy jest nagi i dorasta do 2–3 mm długości.
KwiatySą pojedyncze. Mają 3 działki kielicha dorastające do 3 mm długości. Płatków jest 6, mają kremową barwę, sa owłosione, osiągają do 15–25 mm długości i 2–3 mm szerokości. Kwiaty mają omszone owocolistki.
OwoceZebrane w owoc zbiorowy o żółtopomarańczowej barwie. Są mniej lub bardziej owłosione. Osiągają 1,5–2,5 cm długości i 1 cm szerokości.

## Biologia i ekologia
Rośnie w lasach. Kwitnie w lipcu, natomiast owoce dojrzewają od lipca do sierpnia.